# Mimosa blanchetii
Mimosa blanchetii är en ärtväxtart som beskrevs av George Bentham. Mimosa blanchetii ingår i släktet mimosor, och familjen ärtväxter. Inga underarter finns listade i Catalogue of Life.